# Амнезија (Код Лиоко)
Амнезија (фр. Mémoire morte) је седамнаеста епизода прве сезоне серије Код Лиоко.

## Опис
На почетку епизоде, Ксена активира торањ, пролази кроз компјутер госпође Херц и у базен нанобота у згради природних наука, и ставља свој нанобот унутар неког гела.
Неколико касније, на часу науке, госпођа Херц разговара са својим студентима о наноботама. Када их доведе до контејнера нанобота, она примећује да контејнер није правилно очишћен јер у себи постоји гел. Она тражи од Улрика да извади сакупљање за испитивање и Од, не знајући о вирусу унутар супстанце, ухвати Улриков нос у узорак као шалу. Ксенин нанобот улази у Улриково тело преко његових назалних пролаза.
Док Лиоко ратници говоре у Кадићевом дворишту после својих часова, Улрик ођедном има интензивну главобољу и онесвести се. Џим га брзо излази у амбуланту. Током ручка, Сиси долази да га посети и открије да он се ништа не сећа: он болује од амнезије. Она користи ово у своју корист и каже Улрику да је она његова девојка и да су Од, Џереми и Јуми његове најгоре непријатеље. Он јој верује због недостатка сећања.
Напољу, остали ратници виде Улрика и Сиси заједно и збуњени су због тога што је он са Сиси. Од дође до њега и пита га како је. Верујући у Сисине раније речи, он љути на Ода и тражи од њега да остане даље од њега пре него што га Сиси одведе. Џереми каже да Улрик изгледа да их се не сећа. Џереми и Јуми одлазе да виде шта медицинска сестра може да каже о Улриковом стању док Од остане да види да ли може да помогне Улрику.
Од гледа из далека када Улрик и Сиси седе на клупи у парку где Сиси покушава да флертује са њим. Улрик онда одбацује Сиси и каже јој да једноставно није његов тип. Од поново долази и инсистира да су заправо добри пријатељи, али Улрик му љутито каже да оде. Од одлази баш као што Улрик има неке флешбекове који се састоје од његових добрих сећања и његовог пријатељства са Одом. Сиси покушава да га доведе да се врати са њом, али Улрик одлази јер жели да буде сам.
Џереми и Јуми одлазе у амбуланту и виде да је пуна болесних студената. Џереми каже да амнезија није заразна болест и има теорију да час у лабораторији има нешто са тим. Џереми иде у научну лабораторију и испитује гел. Затим види да је Ксена створила нановирусе који вероватно нападају меморијске ћелије, што значи да није само заразно, већ може бити епидемија. Троје одлазе у фабрику да деактивирају торањ, чинећи избор да напусте Улрика из мисије јер се не сјећа о њима или о Лиоку. Тројица пријатеља затим журе у фабрици у журби, видећи различите ученике који болују од амнезије.
У међувремену, Улрик се враћа у своју спаваћу собу и проналази Кивија. Гледајући около, налази фотографију о њему са Лиоко ратницима. Изађе из собе и иде споља, гледајући низ дезоријентисаних ученика. Улрик затим има још један низ изненадних успомена, овог пута се сећа разних тренутака своје романтике са Јуми.
У фабрици, Џереми разговара са Аелитом о активираном торњу. Она му каже да осећа пулсације у леденом сектору, тако да Џереми виртуелизује Ода и Јуми у Лиоко како би јој помогли. У току овога, Улрик улази у парк и има разне флешбекове о својим бројним путовањима у фабрици са својим пријатељима. Он онда полако лута у фабрику, уз помоћ својих сећања.
Ратници истражују Лиоко да пронађу активирани торањ у леденом сектору. По доласку, крабе их нападају, доказујући да постоји торањ негде у близини. Док се боре против краба у Лyоку, Улрик коначно стиже у фабрику и пронађе Џеремија који ради са суперкомпјутером. Улрик жели одговоре, али Џереми објашњава да нема времена да му каже. Међутим, Улрик му каже да упркос чињеници да он нема сећања, зна да има нешто важно тамо и жели да зна шта је то.
Џереми одлучи да га пошаље у Лиоко, знајући да ће му бити потребан за нешто. Пре него што стигне, Од и Јуми побеђују краба и Јуми одлази са Аелитом у правцу торња. Од остаје да поново учи Улрика како се борити у Лиоку. Под уверењем да је то све видео-игра, Улрик са ентузијазмом прихвата и обоје почињу да практикују.
Две девојчице су залеђене од стране четири крабе. Аелита ствара зид леда, док Јуми почиње борбом. Од ускоро стиже са Улриком на појачање, баш као што је Јуми девиртуелизована. Мислећи да је и даље у видео-игри, Улрик осваја Ода, али Од каже да је он пријатељ, тако да сада мора да се бори против стварних непријатеља: краба. Двоје дечака успешно уништавају крабе док Аелита иде до торња.
Аелита улази у торањ док Од објашњава Улрику да је мисија готова и да ће се вратити кући. Улрик пита како док Аелита уноси код Лиоко. Од, знајући да ће повратак у прошлост почети, каже да ће доћи „кући магијом“. Џереми активира повратак у прошлост, штедећи све ученике и особље Кадик академије.
Поново на часу науке, Улрик, знајући о вирусу у гелу, спали целу течност у лабораторији. Госпођа Херц се љути и изјављује да ће му дати казну коју „неће заборавити“. Улрик једноставно каже да се нада да неће заборавити, а она остаје збуњена. Он и његови пријатељи се онда смеју и епизода се завршава.

## Емитовање
Епизода је премијерно емитована 24. децембра 2003. у Француској. У Сједињеним Америчким Државама је емитована 11. маја 2004.